# Zhang Yanquan
Zhang Yanquan (张雁全S Zhāng YànquánP; Chaozhou, 13 giugno 1994) è un tuffatore cinese.
Specializzato nei tuffi dalla piattaforma 10 metri individuale e sincro, in carriera ha vinto la medaglia d'oro ai Giochi olimpici di Londra 2012.

## Palmarès
- Giochi olimpici

Londra 2012: oro nel sincro 10 m.
- Campionati mondiali di nuoto

Barcellona 2013: bronzo nel sincro 10 m.
- Giochi asiatici

Incheon 2014: oro nel sincro 10 m.

### Coppa del Mondo
- Vincitore della Coppa del Mondo del sincro 10 m nel 2010 e nel 2012